# Дырчатый лист
Дырчатый лист (дырчатый потолок, потолочный дырчатый лист) — устройство, предназначенное для равномерного распределения пара и выравнивания его скоростей в паровом объёме барабана котла и пароперепускных (пароотводящих) трубах, для тех же целей используется в парогенераторах. В выносных циклонах дырчатый лист выполняет также функцию по выведению конденсата из влажного пара первой ступени сепарации выносного циклона.
Дырчатый лист используют также для улучшения сепарации пара.